# Готфрид II фон Бикенбах
Готфрид II фон Бикенбах (на немски: Gottfried II von Bickenbach; * пр. 1276; † юли 1333) е господар на Бикенбах в Хесен.

## Произход
Той е син на Конрад II фон Бикенбах 'Минезингер' цу Клингенберг († 1272) и съпругата му Юта (Гуда) фон Фалкенщайн, фрау фон Клингенберг († 1290), вдовица на Конрад II Шенк фон Клингенберг († сл. 1250), дъщеря на Филип I фон Фалкенщайн († 1271) и Изенгард фон Мюнценберг († сл. 1270). Внук е на Готфрид I фон Бикенбах († 1245) и Агнес фон Даун († 1254), дъщеря на вилдграф Конрад II фон Даун († сл. 1263) и Гизела фон Саарбрюкен († сл. 1265), дъщеря на граф Симон II фон Саарбрюкен († сл. 1207) и графиня Луитгард фон Лайнинген († сл. 1239). Брат му Филип фон Бикенбах († сл. 1298) е баща на Конрад III фон Бикенбах († 1354).
Господарите фон Бикенбах построяват ок. 1235 г., през първата половина на 13 век, замък Бикенбах, днешният дворец Алсбах, над селото Алсбах, на ок. 2 km от Бикенбах. От там те могат да контролират частта си на пътя Бергщрасе, който води за Дармщат.

## Фамилия
Готфрид II фон Бикенбах се жени за Сара фон Франкенщайн (* пр. 1320; † сл. 1360). Те имат децата:
- Юта фон Бикенбах (* пр. 1328; † сл. 1360), омъжена пр. 23 декември 1328 г. за Хайнрих VI фон Флекенщайн (VII) (* пр. 1305; † 27 май/7 юни 1347), господар на Магенхайм и Байнхайм
- Готфрид фон Бикенбах († сл. 1322)